# 四街道市立四街道中学校
四街道市立四街道中学校（よつかいどうしりつ よつかいどうちゅうがっこう）は、千葉県四街道市めいわ一丁目にある市立中学校。略称は「四中」（よつちゅう）。

## 校訓
自律　貢献

## 施設
- 設計・施工者：相和技術研究所

教室棟
- 竣工年：1999年3月
- 構造：RC3階建
- 延床面積：10,196m2

付属施設
- 竣工年：
- 延床面積：
- 構造：

校庭
- 面積：

## 沿革
- 1960年4月1日 - 旧千代田町域の千代田中学校と旧旭村村域の旭中学校を統合、陸軍野戦砲兵学校跡地に四街道町立四街道中学校として創立
- 1965年4月1日 - 千葉大学教育学部附属第二中学校校区復帰統合
- 1975年4月1日 - 四街道町立千代田中学校と四街道町立旭中学校を分離・新設
- 1979年4月1日 - 四街道町立四街道西中学校を分離・新設
- 1981年4月1日 - 市制施行により、四街道市立四街道中学校に改称
- 1987年4月1日 - 四街道市立四街道北中学校を分離・新設
- 1999年4月1日 - 現在地へ移転
- 2009年11月14日 - 四街道中学校創立50周年記念式典が行われる

## 交通
- JR四街道駅から徒歩19分

## 著名な出身者
- 黒川春華 - ソフトボール選手

## 周辺の施設
- めいわ歯科医院
- セブンイレブン四街道めいわ2丁目店